# La terza guerra mondiale (album)
| Recensione       | Giudizio |
| ---------------- | -------- |
| OndaRock         |          |
| Rockol           |          |
| SentireAscoltare |          |
| Rolling Stone    |          |
| Impatto Sonoro   | Positivo |

La terza guerra mondiale è il nono album in studio del gruppo musicale italiano Zen Circus, pubblicato il 23 settembre 2016 da La Tempesta Dischi.

## Tracce
Testi di Andrea Appino, musiche di Andrea Appino, Gian Paolo Cuccuru e Massimiliano Schiavelli.
1. La terza guerra mondiale – 3:17
2. Ilenia – 3:47
3. Non voglio ballare – 4:32
4. Pisa merda – 4:05
5. L'anima non conta – 5:43
6. Zingara (Il cattivista) – 4:31
7. Niente di spirituale – 3:33
8. San Salvario – 3:20
9. Terrorista – 2:50
10. Andrà tutto bene – 10:27

## Formazione
- Andrea Appino – voce, chitarra, armonica
- Karim Qqru – batteria, cori
- Ufo (Massimiliano Schiavelli) – basso, cori

### Altri musicisti
- Francesco Pellegrini - assolo di chitarra in L'anima non conta[senza fonte]

## Classifiche
| Classifica (2016) | Posizione massima |
| ----------------- | ----------------- |
| Italia            | 6                 |